# Groupe de travail de psychothérapie et de sociothérapie institutionnelles
Le Groupe de travail de psychothérapie et de sociothérapie institutionnelles ou GTPSI a constitué le premier travail de réflexion collective se donnant pour tâche de dégager la problématique spécifique de la psychothérapie institutionnelle. Il s'est réuni entre 1960 et 1966.

## Présentation
Parmi ses membres (psychiatres pour la plupart) : Jean Ayme, Hélène Chaigneau, Jean Colmin, Roger Gentis, Félix Guattari, Nicole Guillet, Ginette Michaud, Robert Millon, Jean Oury, Gisela Pankow, Jean-Claude Polack, Claude Poncin, Yves Racine, Philippe Rappard, Jacques Schotte, Horace Torrubia, François Tosquelles, Henri Vermorel...
En quatorze rencontres, le groupe interroge l'institution de soin elle-même, le rôle du milieu, la fonction soignante, l'engagement du psychiatre, cherchant à articuler les concepts psychanalytiques dans le champ de la clinique des psychoses.

## Archives
Les archives du GTPSI, qui restituent les discussions du groupe (des tapuscrits d'après des enregistrements audio) sont conservées à la clinique de La Borde (Cour-Cheverny). Elles font l'objet d'un travail collectif : un site internet et des livres publiés aux Éditions d'une (Paris) depuis novembre 2014.